# Joegoslavië op het Eurovisiesongfestival 1989
Joegoslavië nam deel aan het Eurovisiesongfestival 1989, gehouden in Lausanne, Zwitserland. Het was de 24ste deelname van Joegoslavië aan het festival.
De nationale omroep JRT was verantwoordelijk voor de Joegoslavische bijdrage van 1989.

## Selectieprocedure
De Joegoslavische inzending werd gekozen via de nationale voorronde Jugovizija. De finale hiervan vond plaats op 4 maart 1989 in Novi Sad.
In totaal deden er 16 liedjes mee in de nationale finale. De winnaar werd gekozen door 8 regionale jury's, elk met drie leden, die punten van 1-3, 5 en 7 mochten geven.

### Uitslag
| Volgorde | Artiest                           | Lied                       | Punten | TVSA  | TVLJ  | TVBG  | TVZG  | TVSK  | TVPR  | TVNS  | TVTG  | Plaats |
| -------- | --------------------------------- | -------------------------- | ------ | ----- | ----- | ----- | ----- | ----- | ----- | ----- | ----- | ------ |
| 1        | Jelena Džoja & Ambasadori         | Kad ljubav umire           | 26     | 0+2+0 |       |       | 0+0+2 |       |       | 2+0+1 | 7+5+7 | 7      |
| 2        | Caffe, Mojca & Marta              | Kadar sem sama             | 13     | 7+0+1 | 3+2+0 |       |       |       |       |       |       | 12     |
| 3        | BG Sound                          | Voli me opet               | 54     | 5+1+3 |       | 5+5+7 | 0+2+3 |       | 1+1+5 | 3+0+5 | 3+2+3 | 3      |
| 4        | Massimo Savić                     | Plavi anđeo                | 65     | 0+3+0 | 7+7+5 | 7+3+5 | 7+5+0 | 1+5+0 | 0+0+1 | 7+0+0 | 0+0+2 | 2      |
| 5        | Zdravko Skender & Intervali       | Ogan gori                  | 18     |       | 0+1+2 |       | 0+1+1 | 3+2+7 |       |       | 0+1+0 | 10     |
| 6        | Riva                              | Rock me                    | 66     | 0+7+7 |       |       | 3+3+5 | 0+0+3 | 7+7+7 | 0+7+7 | 2+0+1 | 1      |
| 7        | Trio Rona                         | Fjollat                    | 7      |       |       |       | 1+0+0 |       | 2+2+2 |       |       | 15     |
| 8        | Toni Janković                     | Pričaj mi                  | 8      | 3+0+5 |       |       |       |       |       |       |       | 14     |
| 9        | Vesna Ivić & Tedi Bajić           | Pregrni me nežno           | 38     |       | 5+0+7 | 3+7+0 |       | 5+3+2 | 0+3+3 |       |       | 4      |
| 10       | Pop Design                        | Baby blue                  | 20     |       | 1+5+3 | 0+1+0 | 2+0+0 |       | 3+5+0 |       |       | 9      |
| 11       | Jasna Zlokić                      | Sve duge godine            | 34     | 2+5+2 | 0+3+0 | 1+0+1 | 5+7+7 |       |       |       | 1+0+0 | 5      |
| 12       | Ana Kostovska                     | Umesto da se ljubimo       | 14     |       |       | 2+2+2 |       | 2+1+0 |       | 0+2+0 | 0+3+0 | 11     |
| 13       | Frenki                            | Reka bez povratka          | 4      |       | 2+0+1 |       |       | 0+0+1 |       |       |       | 16     |
| 14       | Lidija Kocovska                   | Tajna                      | 29     | 1+0+0 |       |       |       | 7+7+5 |       | 5+1+3 |       | 6      |
| 15       | Biljana Krstić & Srđan Marjanović | Još jedan poljubac za kraj | 26     |       |       | 0+0+3 |       |       |       | 1+3+2 | 5+7+5 | 7      |
| 16       | Foto Model                        | Neću da te delim           | 10     |       |       |       |       |       | 5+0+0 | 0+5+0 |       | 13     |

## In Lausanne
In Zwitserland moest Joegoslavië als 22ste en laatste aantreden, na Duitsland.
Bij de puntentelling kreeg Riva 137 punten en won daarmee het songfestival. Het was de eerste en enige songfestivalzege voor Joegoslavië.
Riva ontving 4 keer het maximum aantal van 12 punten.
Van Nederland en van België ontving Joegoslavië respectievelijk 8 en 10 punten.

### Gekregen punten

#### Finale
| 12 punten                                          | 10 punten                          | 8 punten             | 7 punten              | 6 punten    |
| -------------------------------------------------- | ---------------------------------- | -------------------- | --------------------- | ----------- |
| - Ierland - Israël - Turkije - Verenigd Koninkrijk | - België - Denemarken - Oostenrijk | - Nederland - Zweden | - Finland - Noorwegen | - IJsland   |
| 5 punten                                           | 4 punten                           | 3 punten             | 2 punten              | 1 punt      |
| - Cyprus - Luxemburg - Zwitserland                 | - Portugal                         | - Frankrijk          |                       | - Duitsland |

### Punten gegeven door Joegoslavië

#### Finale
Punten gegeven in de finale:
| 12 punten | Zweden              |
| 10 punten | Finland             |
| 8 punten  | Italië              |
| 7 punten  | Israël              |
| 6 punten  | Verenigd Koninkrijk |
| 5 punten  | Oostenrijk          |
| 4 punten  | Turkije             |
| 3 punten  | Frankrijk           |
| 2 punten  | Ierland             |
| 1 punt    | Denemarken          |

1961 · 1962 · 1963 · 1964 · 1965 · 1966 · 1967 · 1968 · 1969 · 1970 · 1971 · 1972 · 1973 · 1974 · 1975 · 1976 · 1977-1980 · 1981 · 1982 · 1983 · 1984 · 1985 · 1986 · 1987 · 1988 · 1989 · 1990 · 1991 · 1992